# سنموت
سنموت معمار سلسله ی هجدهم و یکی از مقامات مصری.

## نگارخانه

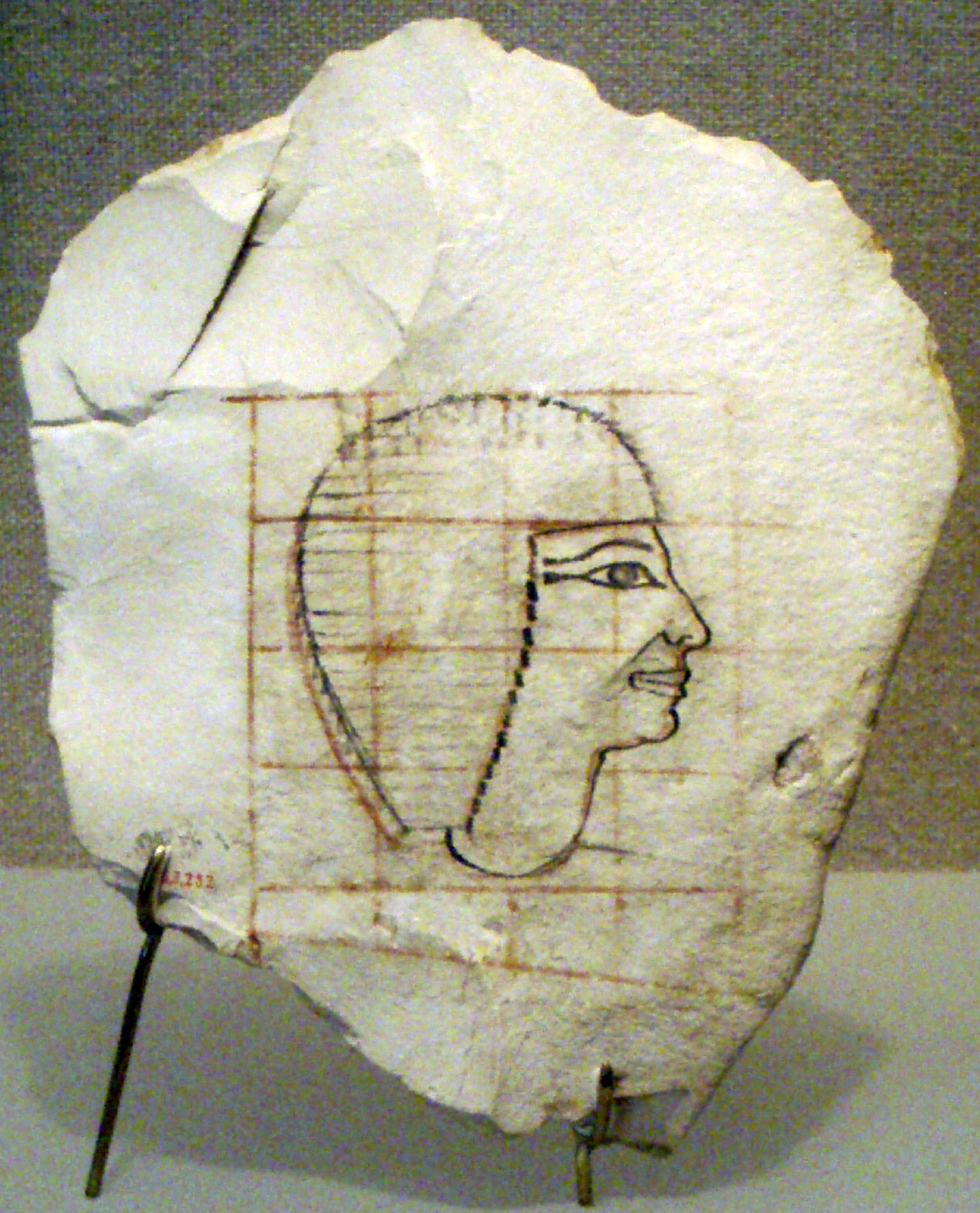
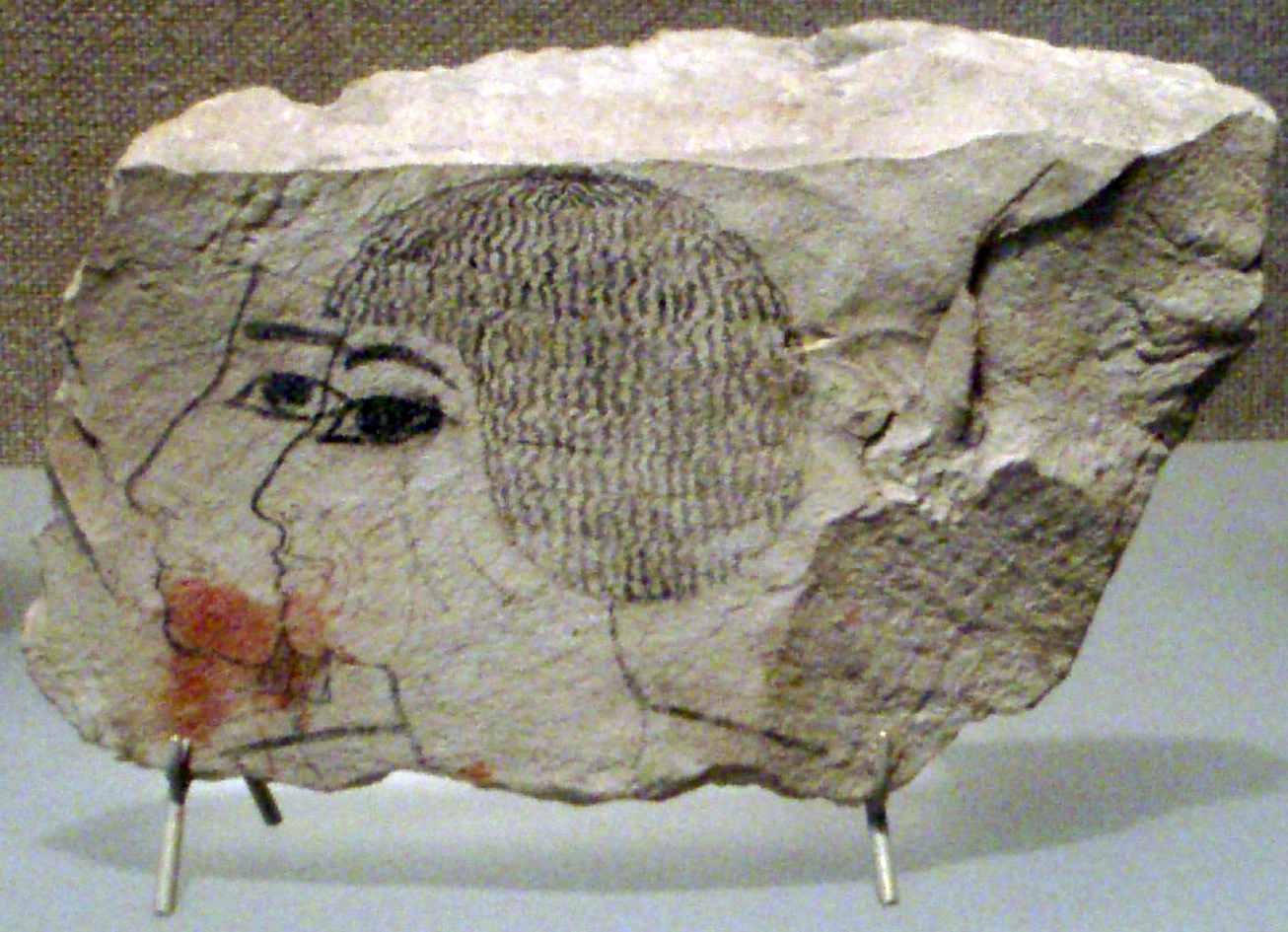
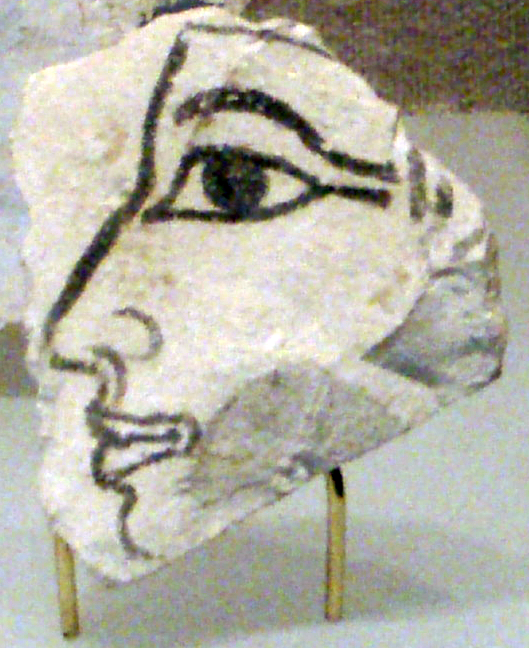